# Tox (software)
Tox is een gratis en open-source protocol voor versleuteld chatten en videoconferenties. Het doel van het programma is om een peer-to-peervervanging te zijn voor Microsofts Skype, voor iedereen en even gebruiksvriendelijk. De Tox Foundation nam deel aan de Google Summer of Code 2014.

## Geschiedenis
De eerste verwijzingen naar Tox zijn te vinden op 22 juni 2013, op 4chan's technologie-board /g/, waar gediscussieerd werd over het waarborgen van de privacy bij het programma Skype, met betrekking tot de wereldwijde surveillancie die een paar weken tevoren had plaatsgevonden. Men vermoedde dat alle informatie die verwerkt werd in het programma, verstuurd werd naar de servers van de NSA. Dit leed tot de gebruiker 'irungentoo' een nieuw project te openen op de site GitHub, waar een begin werd gemaakt met deze software. Vlak daarna werden testversies uitgebracht van verschillende clients en sindsdien zijn er op de site allerlei versies voor verschillende platforms te vinden.

## Mogelijkheden
Gebruikers krijgen een publieke- en een privésleutel toegewezen en zijn direct met elkaar verbonden in een P2P- netwerkomgeving. Ze hebben de mogelijkheid om met vrienden te chatten, met chatrooms te verbinden en elkaar bestanden te versturen. Alles is versleuteld met de NaCl-bibliotheek. Sinds februari 2014 zijn tevens audio- en videoconferenties mogelijk.
De officiële client zal onder andere het volgende gaan ondersteunen:
- instant messaging
- gegroepeerde messaging
- audio- en videoconferentie
- typindicatoren
- 'gelezen'-markers
- PTT
- bestandsoverdracht
- het streamen van de desktop.

Er kunnen ook aanvullende mogelijkheden worden toegepast door andere clients, zolang deze ondersteund worden door het core-protocol. Toepassingen die niet ondersteund zijn door de core zijn dus client-gebonden.

## Architectuur

### Core
Het Tox-project's architectuur is gebaseerd op een corebibliotheek, die het protocol en de API handhaaft. Front-ends/clients zijn weer los van de core, het is dus mogelijk om een client te maken die aansluit op en dus gebruikmaakt van de core.